# سباستیان فوکراس
سباستیان فوکراس (فرانسوی: Sébastien Foucras‎؛ زادهٔ ۴ ژانویهٔ ۱۹۷۱) اسکی‌باز نمایشی اهل فرانسه است.